# 青森市立古川中学校
青森市立古川中学校（あおもりしりつふるかわちゅうがっこう）は青森県青森市久須志2丁目に位置する公立中学校。

## 概要
地域との交流を重視した教育を行っている。

### 校訓
「誠実創造」、「自立責任」、「理解協力」を校訓としている。1951年（昭和26年）6月制定。当時の参議院議長であった佐藤尚武氏が、第三代校長新山秀太郎の依頼を請け、特別につくられたものである。

### 「古中生三つの決意」
古川中学校生徒会が1982年（昭和57年）の総会において、「議案書」の初めに掲げたもので、現在では「3F(さんえふ)精神」、「3F」などと呼ばれている。
第一に「約束を守り、中学生らしい生活態度を身につける(日常生活や学習のルールを守る)」(Fair)、第二に「友情を大切にし、互いに協力し合う心を養う」(Friendship)、第三に「何事にもファイトを燃やし、積極的に参加する」(Fight)の三つである。また、「3F」という略称は、Fair、Friendship、Fightの頭文字をとって付けられた。

## 沿革
- 1947年（昭和22年）4月21日 - 古川小学校（大野字北金沢168番地）3階建9教室を仮校舎として、本校創立。
- 1949年（昭和24年）
  - 4月6日 - 青森市立高等学校の一部を借用し、1学年と2学年の授業実施。
  - 7月26日 - 沖館字千刈105番地に建設した新校舎（普通教室22・特別教室1・職員室・校長室・保健室外）が竣工し、移転。
- 1951年（昭和26年）1月25日 - 校舎第二期工事（普通教室2・便所）竣工。
- 1952年（昭和27年）
  - 2月10日 - 校舎第三期工事（普通教室2・便所・水呑場）竣工。
  - 10月25日 - 創立5周年記念式典挙行。
- 1953年（昭和28年）4月7日 - 校章制定。
- 1954年（昭和29年）8月28日 - 講堂兼体育館竣工。
- 1957年（昭和32年）
  - 5月 - 家庭科室・実習室・進路指導室設置。
  - 8月 - 校舎増築（事務室・進路指導室）。
  - 10月18日 - 創立10周年記念式典挙行。
- 1958年（昭和33年）11月3日 - 図書館が落成し、開館式挙行。
- 1959年（昭和34年）10月 - 校旗樹立、校歌制定。
- 1961年（昭和36年）12月2日 - 校歌の碑建立。
- 1962年（昭和37年）7月7日 - 視聴覚室と1教室竣工。
- 1963年（昭和38年）6月1日 - 理科室と理科準備室竣工。
- 1974年（昭和49年）2月16日 - 新校舎竣工（普通教室30・特別教室13・校長室外18）。
- 1976年（昭和51年）12月28日 - 新体育館竣工。
- 1977年（昭和52年）
  - 2月13日 - 新体育館落成記念式典挙行。
  - 11月12日 - 柔道室「明新館」竣工。
- 1979年（昭和54年）8月12日 - 水泳プール竣工。
- 1987年（昭和62年）10月24日 - 創立40周年記念式典挙行。「古中賛歌」制定し、掲額。
- 1991年（平成3年）12月15日 - 進路指導室をコンピュータ室に改造。
- 1996年（平成8年）10月18日 - 体育館改修工事完了。
- 1997年（平成9年）10月25日 - 創立50周年記念式典挙行。

## 学区
篠田（1丁目の一部・2丁目）、千刈（1丁目・2丁目の一部・3丁目・4丁目）、千富町（1丁目・2丁目の一部）、久須志（1丁目～3丁目・4丁目の一部）、金沢（2丁目の一部・5丁目の一部）、柳町1丁目の一部、北金沢2丁目の一部、浪館前田1丁目の一部。

## 出身著名人
- Kon-K（作詞家、作曲家、編曲家、音楽プロデューサー）
- 佐藤竹善（シンガーソングライター、キーボーディスト、音楽プロデューサー）
- なかにし礼（途中で転校している）
- 張間陽子（ローカルタレント、ラジオパーソナリティ、ミュージシャン、女優）

## 周辺
- 青森市久須志福祉館 - 同一敷地内
- 久須志神社
- 青森千富郵便局
- 社会福祉法人南福祉会青森甲田こども園
- 北金沢公園
- このほか、福士胃腸科循環器科医院などの医療機関や中小規模のマンション・アパートも点在。

## アクセス
- 青森市営バス「古川中学校前」停留所下車後、
  - 古川・青森駅前・しあわせプラザ前・市民病院前・東部営業所・工業高校前・NTT青森支店前経由第二問屋町行・浪館循環線外回りの青森駅前行のりばから、すぐ（約35m）。
  - 慈恵会病院・青森変電所前・三内丸山遺跡前・浪館循環線内回りの青森駅前行のりばから、学校正門前にある青森県道44号線を跨ぐ横断歩道経由で、徒歩約90m・約1分。

## 参考資料
- 『新青森市史 別編教育（別巻）年表・学校沿革』（青森市・2000年3月発行）「学校沿革 （二）中学校」226頁「古川中学校」（「創立50周年記念式典挙行」の項まで）。